# Aide
Aide, Aidetikako o Aideko és una paraula basca que significa "aire". És una divinitat o força sobrenatural que ajuda o s'oposa a les accions humanes segons sigui el cas.
Segons la mitologia basca, el món i l'home es presenten en dos aspectes: un és Berezko (el que no cal dir), que és natural, l'altre és Aideko (aire, sobrenatural, místic). Per actuar en el domini del primer (l'aspecte natural) cal utilitzar forces o mitjans naturals; en el segon (l'aspecte místic), només val la pregària i la màgia.

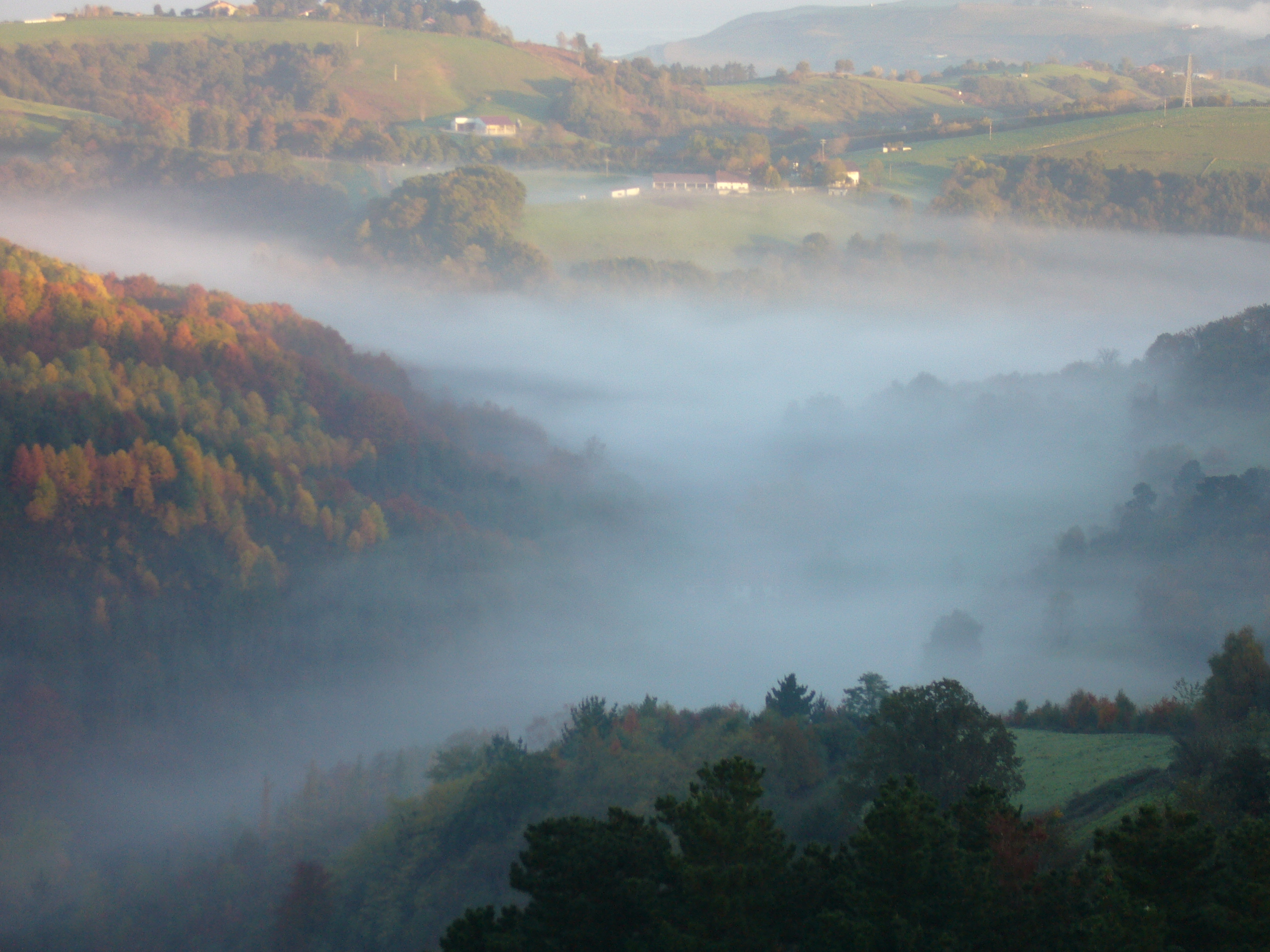
Núvol baix a la vall d'Ibarrola (Aia).

L'Aide es pot transformar en Lauso i Lainaide (boira). Quan es converteix en Lainaide, l'Aide s'associa amb la malaltia. Si Aire-gaizto (o Aidegaxto) és un geni que crea núvols, en principi de manera maliciosa, Lauso o Aideko aporten núvols de vegades benefactors, de vegades dolents o neutres.
Lauso i Lainaide són genis de la ira i a la zona del Segura hi poden aparèixer com a boira.